# زندان پلچرخی
زندان پلچرخی :(پولیگون پلچرخی) در شرق کابل موقعیت دارد. کار این زندان در سال ۱۳۵۰ آغاز و در سال ۱۳۵۴ به بهره‌برداری رسید. این زندان طور فنی از کانکریت ساخته شده گنجایش ۶۰۰۰ زندانی را دارد. پس از به قدرت رسیدن نورمحمد ترکی زیاده افراد این زندان به جرم سیاسی گرفتار گردیده بدون محاکمه اعدام شدند. تقریباً تمامی شخصیت‌های سیاسی، رهبران احزاب سیاسی و احزاب اسلامی درین زندان کشته شدند. از اینکه از زمان ایجاد الی امروز با زندانیان روحیه خشن صورت می‌گیرد سازمان صلیب سرخ از مدت چندین سال است که با این زندانیان همکاری دارد.
مصارف غذای زندانیان به دوش این سازمان است. کارکنان صلیب سرخ آزادانه می‌توانند داخل زندان شوند. در کنار این زندان میدان‌های است که بنام پولیگون یاد می‌گردد درین پولیگون‌ها گورهای دسته جمعی انسان‌ها کشف گردیده‌است که درسال‌های ۱۳۵۷ و ۱۳۵۸ به قتل رسیده‌اند. تا سال ۲۰۱۱ میلادی در این زندان ۵۲۰۰ زندانی بوده ازجمله ۱۵۰ پاکستانی وعده از اتباع ایرانی آمریکائی آسترلیائی تاجیکستانی و کشورهای آفریقائی زندانی می‌باشد. این زندان در سال ۲۰۰۷ توسط امریکائی‌ها دوباره ترمیم گردید. در سال ۲۰۰۸ میلادی ۱۲۵ زندانی از زندان بگرام و ۳۲ زندانی از زندان گوانتانمو به این زندان انتقال یافت. سپس در سال۲۰۰۹ ۲۵۰ زندانی از زندان گوانتانمو به این زندان انتقال یافت. در سال۲۰۲۰ پس از خروج نیروهای امریکا؛ و ناتو از افغانستان در پی به قدرت رسیدن طالبان؛ تمامی زندانی‌ها در پی تشنج وهرج مرج آزاد شده وبه طرف کابل حرکت کردند. هم‌اکنون اطلاعات کاملی در مورد چگونگی مدیریت این زندان در دوران طالبان وجود ندارد.